# Mur (Novi Pazar)
Pour les articles homonymes, voir Mur (homonymie).
Mur (en serbe cyrillique : Мур) est une localité de Serbie située sur le territoire de la Ville de Novi Pazar, district de Raška. Au recensement de 2011, elle comptait 3 835 habitants.
Mur est officiellement classé parmi les villages de Serbie.

## Démographie

### Évolution historique de la population
| 1948 | 1953 | 1961 | 1971 | 1981  | 1991  | 2002  | 2011  |
| ---- | ---- | ---- | ---- | ----- | ----- | ----- | ----- |
| 584  | 682  | 834  | 920  | 1 021 | 2 759 | 3 407 | 3 835 |

|  |